# نهر برک
نهر برک (به انگلیسی: Burke Brook) یک رود در کانادا است که در کلان‌شهر تورنتو واقع شده‌است.